# Roko Blažević
Roko Blažević, född 10 mars 2000 i Split i Kroatien, även känd under artistnamnet Roko, är en kroatisk popsångare. Han representerade Kroatien i Eurovision Song Contest 2019 med låten "The Dream".

## Biografi
Blažević föddes i Split år 2000. Hans mor Marija Saratlija-Blažević är sångare liksom hans far Tonći Blažević som är sångare inom genren "klapa". Hans bror spelar gitarr.
År 2017 vann Blažević den serbiska reality-showen Pinkove Zvezdice. I december 2018 kom han på en andra plats i den kroatiska motsvarigheten Zvijezde. Under det sistnämnda TV-programmet var den etablerade artisten Jacques Houdek hans mentor. Den 16 februari 2019 vann Blažević den nationella kroatiska musiktävlingen DORA med låten The Dream skriven av Houdek. Låten framfördes som Kroatiens bidrag i Eurovision Song Contest 2019. Den tävlade i semifinal 2, men kom inte vidare till final.